# Julio de Vido
Julio Miguel de Vido (Buenos Aires, 26 de diciembre de 1949) es un político y arquitecto argentino. Durante la gobernación de Néstor Kirchner en la Provincia de Santa Cruz fue Ministro de Economía y Obras Públicas (1991-1999) y Ministro de Gobierno (1999-2003). Desde 2003 hasta 2015 se desempeñó cómo ministro de Planificación Federal, Inversión Pública y Servicios de la República Argentina en las presidencias de Néstor Kirchner y Cristina Fernández.
En 2015 asumió como diputado nacional por el Frente para la Victoria, hasta que en 2017 el Congreso de la Nación Argentina aprobó su desafuero y la suspensión de sus funciones como legislador debido a su procesamiento en causas de corrupción. Luego quedó detenido preventivamente por una causa de corrupción por el fraude contra el Estado de $ 265 millones de la mina de carbón de Río Turbio. Está procesado y es investigado en diversas causas por corrupción pero hasta el momento una sola ha llegado a juicio. El 10 de octubre de 2018 fue condenado a cinco años y ocho meses de prisión por el delito de administración fraudulenta en perjuicio de la administración pública e inhabilitado para ejercer cargos públicos de por vida en la causa del accidente ferroviario de Once ocurrido el 22 de febrero de 2012, donde 52 personas perdieron la vida y otras 700 resultaron heridas. Permaneció detenido en el Complejo Penitenciario Federal II de Marcos Paz hasta el 14 de diciembre de 2019, en que pasó a prisión domiciliaria en su casa de la ciudad de Zárate.
El 22 de diciembre de 2020, la Cámara Federal de Casación Penal confirmó su condena a cinco años y ocho meses de cárcel. En el 21 de Marzo de 2025, de Vido y Cristina Kirchner fueron sancionados por el gobierno de los EE.UU., quien acuso a ambos de "importantes actos de corrupción" durante la gestión de ambos.

## Biografía

### Comienzos
De Vido nació en Buenos Aires en el barrio de Palermo, el 26 de diciembre de 1949. Amante del tango, especialmente Aníbal Troilo y Osvaldo Pugliese, e hincha del Club Atlético Boca Juniors. Divorciado de su primera esposa, Silvia Daniela Rodríguez, con quien tuvo cuatro hijos: Facundo, Juan Manuel, Santiago y Valeria. Volvió a formar pareja, en segundas nupcias, con Alessandra Minnicelli, ex Síndica General Adjunta de la SIGEN, con quien tuvo su último hijo, Julio.
Su padre dirigió una fábrica de chocolates, y su madre fue ama de casa. De Vido es el mayor de dos hermanos. En la escuela secundaria fue cuadro de honor del Colegio Guadalupe. Se recibió de arquitecto en la Facultad de Arquitectura de la Universidad de Buenos Aires en el año 1974.

### Funcionario en la Provincia de Santa Cruz (1987-2003)
De Vido ocupó diferentes cargos: Director General de Obras Públicas del Instituto de Desarrollo Urbano y Vivienda (1987-1990), presidente de la Administración General de Vialidad Provincial (1990-1991). Durante la gobernación de Néstor Kirchner en Santa Cruz se desempeñó como Ministro de Economía y Obras Públicas (1991-1999) y Ministro de Gobierno de la Provincia de Santa Cruz (1999-2003).

### Presidencia de Néstor Kirchner (2003-2007)
En el año 2003, bajo la presidencia de la Nación Argentina de Néstor Kirchner, Julio de Vido asumió como ministro de Planificación Federal, Inversión Pública y Servicios, cargo que ocupó durante todo el mandato de dicho presidente. Durante el mismo, contó con el asesoramiento de economistas de la ortodoxia peronista, como Eduardo Curia, Daniel Carbonetto y Guillermo Moreno, que en un principio era secretario de Comunicaciones bajo su ministerio.
A través del Plan Energético Nacional 2004–2019, lanzado por el entonces presidente Kirchner, Argentina había comenzado a reducir la participación hidrocarburífera en la matriz primaria y, paralelamente, inaugurado una política en energías alternativas y renovables. A fines de 2006 se aprobó la Ley 26.190 de Régimen de fomento nacional para el uso de fuentes renovables de energía con la cual el país avanzó en el camino de la diversificación energética. También lanzó el plan energético nacional, continuado por su sucesora que permitió incrementar un 51% la capacidad instalada.
Durante su presidencia se inauguró la central hidroeléctrica Potrerillos con una capacidad combinada de 160,4 MW. En conjunto, el complejo hidroeléctrico genera más de 850 de GWh por año. Esta cantidad equivale al 20% del consumo anual de electricidad de la provincia de Mendoza, con una inversión de 312 millones de dólares.
En 2006 lanzó el Plan de Reactivación Nuclear que buscaba reactivar el desarrollo nuclear en el país con una serie de obras entre las que se incluyen la finalización de Atucha II, la extensión de vida de la Central Nuclear de Embalse y la construcción de reactores Carem.
En 2004 lanzó el Plan Federal de Viviendas, que contemplaba la construcción de 120 000 unidades habitacionales, con una inversión cercana a los 3900 millones de pesos y la creación de unos 360 000 puestos de trabajo en todo el país.

### Presidencias de Cristina Fernández de Kirchner (2007-2015)

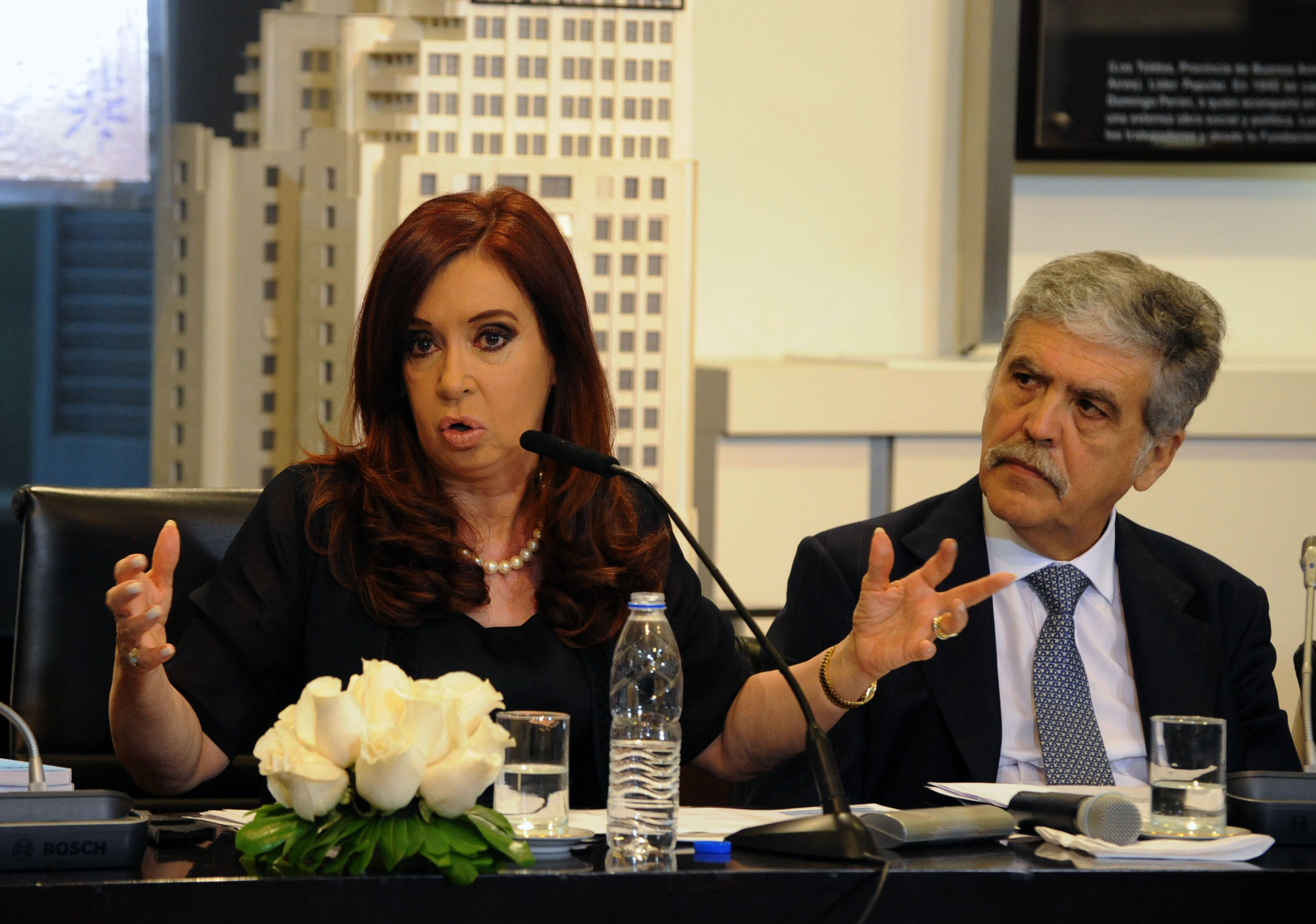
Cristina Fernández de Kirchner junto a de Vido en 2012.

Durante las presidencias de Cristina Fernández de Kirchner, de Vido continuó como Ministro de Planificación Federal.
La política energética continuó con el Plan Energético Nacional 2004-2019 que había impulsado Néstor Kichner durante su presidencia. Este plan implicaba la diversificación de la matriz energética con la inclusión de renovables y la construcción de decenas de nuevas centrales eléctricas que se unieron al Sistema Interconectado Nacional. Para 2014 la energía nuclear representó el 1,71 % de la matriz energética mientras que las renovables representaron el 11,16 %. Uno de los primeros programas en materia energética del gobierno fue el reemplazo total a nivel nacional de las lámparas incandescentes por las de bajo consumo lanzado el 21 de diciembre de 2007; como consecuencia descendieron los consumos de energía eléctrica.
En 2012 el Estado argentino expropió el 51 % de las acciones de la petrolera española Repsol YPF recuperando la petrolera YPF S. A. (privatizada en 1998). Como consecuencia de esta expropiación, con fecha 31 de marzo del 2023, la jueza Loretta Preska de la Corte del Distrito Sur de Manhattan, falló contra el Estado argentino a pagar una suma que podría ascender a un monto de entre 8500 y 20.000 millones de dólares, a favor de Burford Capital, un bufete de acción global que cotiza en la bolsa de Londres
En el ámbito del AMBA se realizaron obras de saneamiento a través de la empresa Agua y Saneamientos Argentinos (AySA) que había sido reestatizada unos años antes durante la presidencia de Néstor Kirchner. El plan llevado adelante por AySA implicó entre los años 2007 y 2015 una inversión ejecutada de $ 26 174 millones, 727 obras terminadas que benefician a 8 millones de personas dentro del área de concesión de la empresa. Se realizó la instalación de 302.645 conexiones de agua y 221.130 conexiones de cloacas en el período 2006/2012. Además, la empresa inauguró el primer módulo de la planta potabilizadora Juan Manuel de Rosas en Tigre, sobre el Río Paraná, y la Depuradora de Líquidos de cloaca del Bicentenario, en Berazategui.
La gestión de Cristina Fernández continuó las obras y planes lanzados durante la administración del presidente Néstor Kirchner cuando se lanzó un Plan Vial Nacional, se construyeron 1300 km de nuevas carreteras, pavimentaron 4100 km de rutas nacionales y cubrir con obras de mantenimiento la totalidad de la red vial nacional. Además, se llevó la cobertura de obras de mantenimiento a la totalidad de la red vial pavimentada, cuando en el 2003 solo se alcanzaba a cubrir el 50 % de la misma. Gracias a estas inversiones desde 2003 al año 2014 produjo un crecimiento del 130 % de la red vial argentina.
En 2008, se crea la Agencia Nacional de Seguridad Vial, y se produjo una reducción en el primer año la cantidad de accidentes fatales más de un 9 % entre 2008 y 2009. En 2012 la Organización Mundial de la Salud (OMS) indicó que el número estimado de muertes en accidentes de tránsito cada 100 000 habitantes en la Argentina era de 12,6 (el más bajo de Sudamérica).
En materia de trenes se inauguraron las terminales de Mar del Plata (2011) y Rosario Sur (2015). En 2012 se puso en marcha un nuevo servicio hacia el sur de la provincia de Buenos Aires, siendo la terminal la ciudad de Tandil, atravesando San Miguel del Monte, Cañuelas, Las Flores y Rauch. En 2014 se iniciaron los trabajos para la electrificación del ramal La Plata y de los ramales a Temperley y La Plata. En el marco del corredor ferroviario Buenos Aires –Rosario, se realizó la renovación total de 558 kilómetros de vía ascendente y descendente. En 2013 se adquirieron 409 coches eléctricos para las líneas Mitre y Sarmiento a la empresa china CSR Sifang. En mayo de ese mismo año, firmó con la misma empresa un nuevo contrato por 300 coches eléctricos para la línea Roca.

### Diputado nacional (2015-2017)
En las elecciones legislativas de 2015, en el contexto del fin del gobierno de Cristina Kirchner y la asunción de Mauricio Macri, fue elegido diputado nacional por Buenos Aires. En 2016 fue elegido como presidente de la Comisión de Energía de la cámara, acto en el que contó con el apoyo del Partido Justicialista no kirchnerista y de Cambiemos; el ministro de Energía del nuevo gobierno (Juan José Aranguren) calificó la designación como una "oportunidad" a fines de los objetivos de gobierno: "recuperar el diálogo" y "plantear las consecuencias" de las políticas energéticas del kirchnerismo, que según él "hoy nos están llevando a esta readecuación tarifaria". A su vez, el exministro se dijo: «Vamos a estar abiertos a todas las fuerzas políticas que forman parte de esta comisión y a las autoridades del Poder Ejecutivo».
El 17 de octubre de 2017 la Cámara Federal ordenó la detención de De Vido por la causa de presuntas irregularidades en el manejo de fondos públicos vinculados a Yacimientos Carboníferos Río Turbio. Por decisión mayoritaria de la Sala II, se encomendó al juez Luis Rodríguez que solicite la quita de fueros que dan la inmunidad para dicha detención. El 25 de octubre de 2017 se realizó una sesión de más de dos horas que trató el desafuero del diputado. La votación resultó con 176 a favor, 1 abstención y la ausencia de 79 legisladores, de tal manera que el desafuero se hizo efectivo. A esa sesión, del bloque legislativo al que pertenecía De Vido solo concurrieron 6 integrantes, todos los cuales votaron favorablemente. Poco después De Vido se presentó ante el juez y quedó detenido.

### Precandidato a Diputado Nacional
En 2019, Julio de Vido fue precandidato a diputado por la provincia de Buenos Aires por el Partido Dignidad Popular que llevaba como candidato a gobernador a Santiago Cúneo. Sin embargo, no logró el 1,5 % de los votos necesarios para llegar a la candidatura, tras lograr alrededor de 16 000 votos (0,21 % del padrón), y quedó afuera de las elecciones generales.

## Causas judiciales

### Accidente ferroviario en la estación Once (2012)
El 22 de febrero de 2012, una formación del tren Sarmiento conducida por Marcos Córdoba chocó contra el andén en la estación de Once, causando un estrago que tuvo como consecuencia 52 muertos y numerosos heridos. El 10 de octubre de 2018, Julio de Vido fue condenado por el Tribunal Oral Federal 4 a cinco años y ocho meses de prisión por administración fraudulenta en perjuicio del Estado por no haber intervenido, en su rol para controlar la gestión de la empresa Trenes de Buenos Aires (TBA) y la prestación del servicio. El 22 de diciembre de 2020 la Cámara Federal de Casación Penal ratificó la condena de De Vido.

### Compra de trenes a España y Portugal
Julio De Vido está imputado por la compra de material rodante en mal estado para el Ferrocarril Roca. En un escrito presentado en la causa, De Vido dijo que el estudio de la compatibilidad o funcionalidad de esos trenes no era su función sino la de la Secretaría de Transporte, y que en su cargo no tenía que "ejecutar, gestionar o controlar las políticas particulares asignadas formalmente a otros organismos".

### Caso Grupo Austral
Julio De Vido fue uno de los 17 funcionarios citados a prestar declaración indagatoria por el juez federal Julián Ercolini en el marco de la denuncia por asociación ilícita que impulsó la diputada Elisa Carrió en 2008. Esto se da en el marco de un presunto fraude a la administración pública por direccionamiento de las obras en favor del empresario Lázaro Báez, quien según estudios del presupuesto vial de los últimos doce años, el 11,6 % de los fondos fue para Santa Cruz y el empresario llegó a manejar $ 24.500 millones en decenas de contratos de obra pública. Además, existen sospechas de sobreprecios en la obra pública asignada por el gobierno, siendo que además, muchas de las mismas están sin terminar. Desde el kirchnerismo han negado las acusaciones de "direccionamiento de obras" ya que Báez se encuentra en el puesto 36 de las empresas beneficiadas por contratos con el Estado Nacional. El 1 de noviembre cumplió la diligencia mediante un escrito que presentó en el juzgado e hizo uso de su derecho a no contestar preguntas del juez. En el escrito dijo que se busca "crear un delito precedente para criminalizar" a la expresidente y "la única forma que han encontrado es a través del cuestionamiento judicial de los actos legítimos de Gobierno".
El 27 de diciembre de 2016 el juez Julián Ercolini procesó por considerarlos prima facie coautores de los delitos de asociación ilícita y administración fraudulenta agravada al empresario Lázaro Báez, a la expresidenta Cristina Fernández de Kirchner, a Julio De Vido y a otros exfuncionarios. Entre otras consideraciones el juez afirmó que "se trata de un plan delictivo que se extendió a lo largo de tres mandatos presidenciales -durante 12 años- diseñado desde la cúpula del Poder Ejecutivo con objeto de apoderarse ilegítimamente de los fondos asignados a la obra pública vial, en principio, en la provincia de Santa Cruz" cuyo objetivo fue "enriquecer con fondos públicos a través de la adjudicación irregular de obra pública vial al empresario Lázaro Báez".

### Yacimientos Carboníferos Río Turbio
El 17 de octubre de 2017 la Cámara Federal ordenó la detención de De Vido en una causa penal que tramita ante el juez federal Luis Osvaldo Rodríguez que investiga presuntas irregularidades en el manejo de fondos públicos vinculados a Yacimientos Carboníferos Río Turbio. De Vido sostuvo que el manejo de esos fondos era ajena a la competencia y función que le daba la ley de modo que aunque se hubieran cometido tales actos nunca podría haber sido su autor
El 9 de noviembre de 2017 después de tomarle indagatoria el juez lo procesó con prisión preventiva, por presunta administración fraudulenta, se trata del sexto procesamiento que suma De Vido.

### Causa por compras de gas licuado
Iniciada por el fiscal Carlos Stornelli para investigar las presuntas irregularidades en la compra de gas licuado entre 2008 hasta 2014 en base a un único peritaje contable, el juez Claudio Bonadío dispuso el procesamiento de Julio De Vido y otros funcionarios. De Vido sostuvo que esas compras eran ajenas a la competencia y función que le daba la ley de modo que aunque se hubieran cometido nunca podría haber sido su autor.
En marzo de 2018 la Sala II de la Cámara Federal dictó la falta de mérito de Julio de Vido y Roberto Baratta, también procesado en esta causa. La Cámara reabrió la causa. En 2019, dado que el juez dictaminó que De Vido había negociado con Odebrecht para llamar a una licitación privada, la Justicia decidió elevar a juicio oral la causa contra De Vido por favorecer a Odebrecht en las obras de los dos gasoductos.

### Causa Skanska
El 3 de noviembre de 2017 el juez Sebastián Casanello procesó a los exfuncionarios Julio De Vido, José López y al exgerente de Fideicomisos del Banco Nación, Néstor Ulloa, por los delitos de administración fraudulenta y cohecho, en tanto que procesó a exdirectivos de la empresa Skanska solo por cohecho. La hipótesis investigada en la causa es el presunto pago de sobornos a funcionarios públicos para ser beneficiada con contrataciones de la ampliación de los Gasoductos Norte y Sur y la justificación del egreso del dinero mediante facturas apócrifas.
En su momento, los funcionarios negaron que hubieran existido sobornos y alegaron que el tema de las facturas apócrifas era un diferendo entre privados.

### Causa Sueños Compartidos
El 30 de mayo de 2018 la Sala I de la Cámara Federal Penal de Apelaciones dispuso su procesamiento al mismo tiempo que confirmaba los que se habían dictado en primera instancia respecto de los hermanos Pablo y Sergio Schoklender, Hebe de Bonafini, José López, Abel Fatala y otros exfuncionarios en el marco de la causa por defraudación al Estado nacional además de ratificar el procesamiento de José Francisco López, Abel Fatala, Alejandro Abraham Gotkin, Gustavo Adrián Serventich, José Fernando Caparrós Gómez, Enrique Osvaldo Rodríguez, Hugo Omar Gallardo, Daniel Laurenti, Manuel Camet, Mariano Moncada, Emilio Mauro Gutiérrez y Guillermo Alejandro Greppi. El fallo considera a los procesados presuntos autores de la maniobra de defraudación a la administración pública consistente en gestionar y obtener fondos públicos destinados a la construcción de viviendas sociales utilizando para ello a la Fundación Madres de Plaza de Mayo, que luego habrían sido desviados hacia otros fines.

### Causa sobre supuestos sobornos
En agosto de 2018 fue involucrado en la Causa judicial de los cuadernos de supuestos sobornos en Argentina y citado a prestar declaración indagoria.
El 10 de agosto de 2018 De Vido presentó en la causa un escrito negando que integrara una "asociación ilícita" y pidiendo su sobreseimiento. En 2019, la Cámara de Casación confirmó una relación directa entre su presunto enriquecimiento ilícito en dicha causa. En agosto de 2020 fue imputado por lavado de dinero.

### Causa Odebrecht
De Vido fue procesado por delitos de negociaciones incompatibles con la función pública en el caso Odebrecht, acusado de haber cobrado coimas por US$ 25 millones de dólares, ya que la Justicia investiga presuntos sobornos en dos grandes obras de AySA. En 2020, luego de que el juez diera por probado el delito de administración fraudulenta en el marco de la construcción de dos grandes obras públicas, la Justicia decidió que iría a juicio oral en 2021.

## Distinción y controversia
En mayo de 2013, el municipio de Granadero Baigorria, que forma parte del Gran Rosario (en el sur de la provincia de Santa Fe), homenajeó a Julio de Vido con la imposición de su nombre a una calle en el barrio de pescadores Remanso Valerio de dicha localidad.
Un concejal de ese municipio, Alfredo Secondo (de la Unión Cívica Radical) se opuso públicamente al reconocimiento, alegando que se había realizado de manera irregular.

## Libros
En diciembre de 2015 se presenta el libro Néstor y Cristina Kirchner: planificación y federalismo en acción, escrito por Julio De Vido y Federico Bernal, con prólogo de Cristina Fernández de Kirchner. En él, hace un repaso de la historia de la planificación económica desde los tiempos de la revolución de mayo hasta la fecha de publicación, y de lo que significó, en cada etapa y en cada región del país, el desarrollo de proyectos de infraestructura que fueron construyendo un proyecto nacional.